# Міацум
Міацум (вірм. Միացում — «Возз'єднання») — ідея, заснована на прагненні вірмен Нагірного Карабаху ввійти до складу єдиної вірменської держави, що включає території Республіки Вірменії та Республіки Арцах (Нагірно-Карабаської Республіки).

## Передумови
Ідея виникла в епоху перебудови в середовищі вірмен, незадоволених тим, що область, заселена переважно вірменським населенням, залишається під юрисдикцією Азербайджанської РСР (з 1970-х рр.. За підтримки першого секретаря ЦК Компартії АзРСР Г. Алієва проводилася політика заселення НКАО азербайджанцями). В одному зі своїх інтерв'ю Гейдар Алієв зізнався:
|  | Коли я був першим секретарем, багато допомагав у той час розвитку Нагірного Карабаху. У той же час намагався змінити там демографію. Нагірний Карабах піднімав питання про відкриття там інституту, вишу. У нас все заперечували проти цього. Я подумав, вирішив відкрити. Але з тією умовою, щоб було три сектори — азербайджанський, російський і вірменський. Відкрили. Азербайджанців з прилеглих районів ми направляли не в Баку, а туди. Відкрили там велику взуттєву фабрику. У самому Степанакерті не було робочої сили. Направляли туди азербайджанців з навколишніх місць. Цими та іншими заходами я намагався, щоб в Нагірному Карабасі було більше азербайджанців, а число вірмен скоротилося. Ті, хто працював у той час в Нагірному Карабасі, знають про це. |

Вірменські погроми в Сумгаїті і Баку тільки посилили ці тенденції, що призвело до військового зіткнення між військами Азербайджанської Республіки і силами Армії Оборони Нагірно-Карабаської Республіки (Арцах).

## Періодизація
- Кінець 1987–1989 років — Період дипломатичних спроб здійснити міацум. Вірменська сторона керувалася принципом права народів на самовизначення. Радянське і азербайджанське керівництва прагнули зберегти автономію в рамках територіальної цілісності Азербайджану. У цей час починаються перші міжетнічні зіткнення, з'являються перші біженці.
- Січень 1990 - травень 1994 рр. — Період збройної боротьби за міацум. Розпочався з взаємних артилерійських обстрілів, конфлікт з ослабленням радянського контролю переріс у великомасштабну війну (особливо під кінець війни, коли сторони мали у своєму розпорядженні справжніми арміями). Попри чисельну і матеріальну перевагу азербайджанської сторони, більша частина території НКР опинилася під контролем сил Армії Оборони Нагірно-Карабаської Республіки. 12 травня 1994 р. вступив в дію договір про перемир'я, підписаний сторонами в Бішкеку (Киргизстан).
- Травень 1994 - вересень 2020 рр. — Період невизначеності статусу. Міацум був фактично здійснений, але не одержав міжнародного визнання. Хоча Нагірно-Карабаська Республіка проголосила свою незалежність, однак вона не була визнана жодною державою — членом ООН. Зовнішня і внутрішня політика НКР була тісно пов'язана з Вірменією (в тому числі політичні еліти). У Нагірному Карабасі використовувався вірменський драм.
- Вересень 2020 - жовтень 2023 рр. — Період поразки міацуму. Друга карабаська війна (27 вересня — 10 листопада 2020 р.) завершилась підписанням тристоронньої заяви, згідно з якою проголошується повернення раніше підконтрольних вірменській стороні територій Азербайджану, що фактично скасовує існування Нагірно-Карабаської Республіки. Пізніше, 28 вересня 2023 року, президент Нагірно-Карабаської Республіки Самвел Шахраманян підписав указ про розпуск державних установ та припинення існування НКР. У жовтні 2023 р. прапор Азербайджану було піднято над всіма населеними пунктами колишньої Нагірно-Карабаської Республіки.

## Символ

Прапор Нагірного Карабаху.

Вірменський прапор був безпосередньо взятий за основу прапора Нагірного Карабаху, що був прийнятий 26 січня 1993 року.

## Реакції
Азербайджанська сторона порівнювала ідею міацуму з аншлюсом, розпочатим Німеччиною щодо Австрії в 1938 році[джерело?].